# IC 4906
IC 4906 — галактика типу E/SB0 () у сузір'ї Павич.
Цей об'єкт міститься в оригінальній редакції індексного каталогу.